# Campylopus eberhardtii
Campylopus eberhardtii là một loài Rêu trong họ Dicranaceae. Loài này được Paris mô tả khoa học đầu tiên năm 1908.